# Gulden Surinamu
Gulden Surinamu – dawna waluta Surinamu, stosowana do 1 stycznia 2004, kiedy została zastąpiona przez dolar surinamski.
Kod walutowy ISO 4217: SRG. 1 gulden Surinamu = 100 centów.